# Norma Kitson
Norma Cranko Kitson (18 tháng 8 năm 1933 - 12 tháng 6 năm 2002) là một nhà hoạt động chính trị Nam Phi. Bà đã tham gia vào cuộc chiến chống phân biệt chủng tộc ở Nam Phi.

## Đầu đời
Norma Belle Cranko sinh ra ở Berea, Durban, trong một gia đình Do Thái giàu có. Cha của bà là một nhà hóa học; Mẹ cô Millie Stiller Cranko là một người nhập cư từ Ba Lan. Vũ công ba lê John Cranko là anh họ của bà.

## Nghề nghiệp
Năm 14 tuổi, bà đi làm thư ký. Cô gia nhập Đảng Cộng sản Nam Phi vào những năm 1950 và trở thành một nhà in cho sự nghiệp này. Sau khi chồng của bà bị tống giam vào năm 1964, Cranko rời Nam Phi cùng các con và định cư tại London, nơi Cranko thành lập một cơ quan báo chí hợp tác của phụ nữ ở Đường Inn của Gray. Bà thường bị phát hiện phản đối apartheid tại Quảng trường Trafalgar, trước Nhà Nam Phi, là một phần của Tập đoàn Anti-Apartheid của Thành phố Luân Đôn do bà thành lập.
Sau khi kết thúc chế độ apartheid, Kitsons được Quốc hội Châu Phi công nhận là cựu chiến binh của sự nghiệp chống apartheid. Bà là thư ký của một nhóm nhà văn nữ người Zimbabwe vào cuối đời, và đã viết một cuốn sách giáo khoa viết sáng tạo trong thời gian đó.

## Đời tư
Norma Cranko kết hôn với một cựu chiến binh Thế chiến II, kỹ sư cơ khí David Kitson. Họ có hai con, Stephen và Amandla; họ ly dị trong khi Dave đang thụ án tù dài. Norma Kitson tái hôn năm 1973, với biên đạo múa Sidney Cherfas, và lại ly hôn; sau đó tái hôn người chồng đầu tiên sau khi anh tự do vào năm 1984. Năm 1986, bà xuất bản một cuốn tự truyện, Nơi Sixpence Lives.